# Artemisia pengchuoensis
Artemisia pengchuoensis là một loài thực vật có hoa trong họ Cúc. Loài này được Y.R.Ling & S.Y.Zhao mô tả khoa học đầu tiên năm 1985.